# Vatra Games
Vatra Games byla brněnská vývojářská společnost, která se zabývala tvorbou počítačových her. Nezaměřovala se jen na jednu platformu, vytvářela tituly pro PC, PlayStation 3 i Xbox 360. Vyvíjela hlavně FPS, akční a hororové hry.
K tvorbě her využívala Vatra Games technologii Unreal Engine 3. První leader studia byl Matthew Seymour. V roce 2011 se stal hlavou studia Andy Pang (dříve pracoval ve vedoucích pozicích společností Climax, Argonaut Games a 2K Czech). Vedoucí designu her je Ricardo Viana (bývalý designer Relic Entertainment, Eidos, EA a Crytek Mobile). O ozvučení a hudbu her se stará Nathan McCree (skládal hudbu pro řadu her včetně Tomb Raider). Současným vydavatelem her je japonská vydavatelská společnost Konami.[zdroj?]

## Historie
Vatra Games vznikla, když britská společnost Kuju Entertainment hledala vývojáře pro založení nového studia ve střední Evropě. Několik vývojářů z 2K Czech (dříve Illusion Softworks) se rozhodlo odejít a založit si nové studio. V roce 2007–2008 tak vzniklo tedy druhé největší[zdroj?] herní studio v Brně. Většina vývojářů pocházela z bývalého Pterodonu, který se v roce 2006 s 2K Czech spojil. Podle účtu na twitteru je Vatra v současnosti již neaktivní. Firma je od 21. září 2012 v konkursu.

## Vydané hry
- 2011 – Rush'N Attack: Ex-Patriot – pokračování skákačky Green Beret z roku 1985; pro Xbox Live Arcade a PlayStation Network vydáno na konci března 2011.
- 2012 – Silent Hill: Downpour – pokračování známé série survival hororů; pro PlayStation 3 a Xbox 360 vydáno 13. března 2012.[6]

## Další tvorba
- 2012 – Návrat do Silent Hill 3D – horrorový film, na kterém Vatra Games spolupracovalo.[7]